# Mesembrinella cyaneicincta
Mesembrinella cyaneicincta är en tvåvingeart som beskrevs av Surcouf 1919. Mesembrinella cyaneicincta ingår i släktet Mesembrinella och familjen spyflugor. Inga underarter finns listade i Catalogue of Life.